# Orsk Lufthavn
Orsk Lufthavn (IATA: OSW, ICAO: UWOR) er en lufthavn i Rusland. Den er beliggende 16 km syd for centrum af Orsk i Orenburg oblast, og tre kilometer fra grænsen til Kasakhstan.
Fra 1958 til 1987 kunne der kun lande små propelfly. I 1987 blev der anlagt en 2.900 meter lang landingsbane.